# Borgiové (seriál, 2011)
Borgiové (v anglickém originále The Borgias) je historický dramatický televizní seriál o rodině Borgiů, natáčený v Maďarsku v kanadsko-irské koprodukci. Premiérově byl vysílán v letech 2011–2013 na kabelových televizích Showtime v USA a Bravo v Kanadě.
V Česku jeho první řadu pod názvem Borgiové – moc a vášeň uvedla Česká televize od 9. září do 4. listopadu 2012 na programu ČT2 a druhou řadu od 14. února 2013. Již předtím – od 28. června 2011 – byl k vidění na kabelové televizi HBO. Slovenská televize jeho první řadu začala vysílat 10. ledna 2013 na programu Jednotka.

## Obsazení

### Hlavní role
| Jeremy Irons      | Rodrigo Borgia, papež Alexandr VI.      |
| François Arnaud   | Cesare Borgia                           |
| Colm Feore        | Giuliano Della Rovere, papež Julius II. |
| Holliday Grainger | Lucrezia Borgia, Rodrigova dcera        |
| Peter Sullivan    | Kardinál Ascanio Sforza                 |
| Joanne Whalley    | Vannozza dei Cattanei                   |
| Lotte Verbeek     | Giulia Farnese                          |
| David Oakes       | Juan Borgia                             |
| Sean Harris       | Micheletto Corella                      |
| Gina McKee        | Kateřina Sforzová, „Tygřice z Forli"    |

### Vedlejší role
| Ronan Vibert       | Giovanni Sforza                |
| Steven Berkoff     | Girolamo Savonarola            |
| Simon McBurney     | Johann Burchard                |
| Augustus Prew      | Alfons II. Neapolský           |
| Luke Pasqualino    | Paolo                          |
| Derek Jacobi       | kardinál Orsino Orsini         |
| Ruta Gedmintas     | Ursula Bonadeo                 |
| Elyes Gabel        | princ Džem                     |
| Montserrat Lombard | služebná Maria                 |
| Emmanuelle Chriqui | Sancha Aragonská               |
| Vernon Dobtcheff   | kardinál Julius Verscucci      |
| Bosco Hogan        | kardinál Francesco Piccolomini |
| Ivan Kaye          | Lodovico Sforza                |
| Julian Bleach      | Niccolò Machiavelli            |
| Michel Muller      | Karel VIII. Francouzský        |
| Sebastian de Souza | Alfons Aragonský               |
| Pilou Asbæk        | Paolo Orsini                   |
| Thure Lindhardt    | Rufio                          |

## Seznam dílů
V letech 2011 a 2012 byly vyrobeny a odvysílány dvě řady seriálu o devíti a deseti dílech. Třetí řada byla ohlášena od jara 2013.

### 1. řada
1. Otrávený kalich (The Poisoned Chalice)
2. Zabiják (The Assassin)
3. Maur (The Moor)
4. Lucrezia se vdává (Lucrezia's Wedding)
5. Zamilovaní Borgiové (The Borgias in Love)
6. Francouzský král (The French King)
7. Smrt na sinavém koni (Death, on a Pale Horse)
8. Umění války (The Art of War)
9. Nikdo (Nessuno (Nobody))

### 2. řada
1. Býk Borgiů (The Borgia Bull)
2. Paolo (Paolo)
3. Kouzelný klam (The Beautiful Deception)
4. Toulaví psi (Stray Dogs)
5. Volba (The Choice)
6. Popeleční středa (Day of Ashes)
7. Obléhání Forli (The Siege at Forli)
8. Pravda a lži (Truth and Lies)
9. Svět zázraků (World of Wonders)
10. Zpověď (The Confession)

### 3. řada
1. Tvář smrti (The Face of Death)
2. Očista (The Purge)
3. Sourozenci (Siblings)
4. Ořechový bál (The Banquet of Chestnuts)
5. Vlk a beránek (The Wolf and the Lamb)
6. Relikvie (Relics)
7. Lucreziin gambit (Lucrezia's Gambit)
8. Krvavé slzy (Tears of Blood)
9. Výbušný plán (The Gunpowder Plot)
10. Vladař (The Prince)